# Anastatus longicornis
Anastatus longicornis is een vliesvleugelig insect uit de familie Eupelmidae. De wetenschappelijke naam is voor het eerst geldig gepubliceerd in 1999 door Abdul-Rassoul & Al-Sandouk.